# MFK Gazprom-Iougra Iougorsk
Ne doit pas être confondu avec Gazprom-Iourga Sourgout.
Le MFK Gazprom-Iougra Iougorsk (en russe Мини-футбольный клуб Газпром-Югра) est un club de futsal russe fondé en 1993 et basé à Iougorsk.

## Histoire
Le club sportif est fondé en 1993 sous le nom de TTG, nom du sponsor Tjumen'TransGaz.
L'équipe débute en Ligue 2 et accède en Ligue 1 (deuxième division russe) où elle remporte immédiatement son groupe et remporte le droit de disputer la Superligue 1995-1996. En Coupe de Russie, le TTG atteint la finale pour la première fois en 1997, où il est battu par le Dina Mosca.
Placée en permanence en tête du classement, l'équipe conclue la saison régulière en 2007-2008 à la deuxième place.
Lors de la saison 2011-12, le club remporte sa première Coupe de Russie contre le Dynamo Moscou.
Malgré plusieurs bonnes positions finales au classement, l'équipe de Jugorsk doit attendre la saison 2014-2015 pour remporter son premier championnat.
Qualifié pour la Coupe UEFA 2015-2016, l'équipe entre au Tour principal et se qualifie pour le Tour élite dont elle remporte le groupe C, donnant accès au final four. L'équipe est alors emmené par Vladislav Shayakhmetov, Robinho, et son meilleur buteur Eder Lima. Après avoir éliminé le tenant du titre Kairat Almaty au tour Élite puis Benfica en demi-finale (4-4 tab 4-3), Ugra Yugorsk bat l'Inter FS en finale à Guadalajara, (4-3). Ugra remporte la plus haute compétition continentale de clubs pour sa première participation.
Qualifié pour la Ligue des champions 2018-2019, Ugra Yugorsk entre en jeu au Tour principal et en remporte le groupe 3. L'équipe russe termine ensuite second du groupe B du Tour élite derrière le FC Barcelone et est éliminée à ce stade de la compétition.
Pour la Ligue des champions 2020-2021, les quatre meilleurs pays au coefficient UEFA qualifient deux équipes. Finaliste de son championnat national 2019-2020, Ugra est qualifié en tant que second club russe. Ugra intègre la compétition, disputée en élimination directe à cause du Covid-19, directement en seizièmes de finale. L'équipe russe l'emporte à ce stade chez les Bosniens du FC Salines (2-5). Vainqueur 3-0 du FK Vytis en huitième de finale, le coefficient UEFA d'Ugra lui offre l'Inter FS comme adversaire en quart de finale, à l'entrée de l'exceptionnelle finale à 8. L'équipe russe s'incline 3-0.

## Historique du nom
Le club sportif est fondé en 1993 sous le nom de TTG, nom du sponsor Tjumen'TransGaz. Au cours de son histoire, il change plusieurs fois de nom : TTG (1993-1997), TTG Java (1997-2008), TTG Jugra (2008-2010) et enfin Gazprom Jugra.

## Palmarès

### Titres et trophées
- Coupe de l'UEFA (1)
  - Vainqueur : 2016

- Coupe d'Europe des vainqueurs de coupe (1)
  - Vainqueur : 2012

- Championnat de Russie (2)
  - Champion : 2015, 2018
  - Vice-champion : 2008, 2013, 2014, 2016, 2020
  - Troisième : 1996, 1997, 2001, 2007, 2009, 2012, 2017

- Coupe de Russie (5)
  - Vainqueur : 2012, 2016, 2018, 2019 et 2021
  - Finaliste : 1997, 2011, 2014 et 2020

- Urals Cup (2)
  - Vainqueur : 2001, 2007

### Bilan par saison
| Bilan par saison | Bilan par saison      | Bilan par saison      | Bilan par saison      | Bilan par saison | Bilan par saison | Bilan par saison |
| Saison           | Championnat de Russie | Championnat de Russie | Championnat de Russie | Coupe de Russie  | Coupe d'Europe   | Coupe d'Europe   |
| Saison           | Division              | Phase régulière       | Playoffs              | Coupe de Russie  | Nom              | Tour             |
| ---------------- | --------------------- | --------------------- | --------------------- | ---------------- | ---------------- | ---------------- |
| 1994-1995        | Major League (D2)     | 1er                   | pas de playoffs       |                  | non qualifié     | non qualifié     |
| 1995-1996        | Major League (D1)     | 3e place              | pas de playoffs       |                  | non qualifié     | non qualifié     |
| 1996-1997        | Major League (D1)     | 3e place              | pas de playoffs       | finaliste        | non qualifié     | non qualifié     |
| 1997-1998        | Major League (D1)     | 4e                    | pas de playoffs       |                  | non qualifié     | non qualifié     |
| 1998-1999        | Major League (D1)     | 7e                    | pas de playoffs       |                  | non qualifié     | non qualifié     |
| 1999-2000        | Major League (D1)     | 6e                    | pas de playoffs       |                  | non qualifié     | non qualifié     |
| 2000-2001        | Major League (D1)     | 3e place              | pas de playoffs       |                  | non qualifié     | non qualifié     |
| 2001-2002        | Major League (D1)     | 5e                    | quart de finale       |                  | non qualifié     | non qualifié     |
| 2002-2003        | Major League (D1)     | 3e                    | quart de finale       |                  | non qualifié     | non qualifié     |
| 2003-2004        | Super League          | 8e                    | pas de playoffs       |                  | non qualifié     | non qualifié     |
| 2004-2005        | Super League          | 5e                    | pas de playoffs       |                  | non qualifié     | non qualifié     |
| 2005-2006        | Super League          | 7e                    | pas de playoffs       |                  | non qualifié     | non qualifié     |
| 2006-2007        | Super League          | 3e place              | pas de playoffs       |                  | non qualifié     | non qualifié     |
| 2007-2008        | Super League          | finaliste             | pas de playoffs       |                  | non qualifié     | non qualifié     |
| 2008-2009        | Super League          | 3e place              | pas de playoffs       |                  | non qualifié     | non qualifié     |
| 2009-2010        | Super League          | 4e                    | pas de playoffs       |                  | non qualifié     | non qualifié     |
| 2010-2011        | Super League          | 3e                    | quart de finale       | finaliste        | non qualifié     | non qualifié     |
| 2011-2012        | Super League          | 6e                    | 3e place              | vainqueur (1)    | CC               | vainqueur        |
| 2012-2013        | Super League          | 2e                    | finaliste             |                  | non qualifié     | non qualifié     |
| 2013-2014        | Super League          | 2e                    | finaliste             | finaliste        | non qualifié     | non qualifié     |
| 2014-2015        | Super League          | 2e                    | champion (1)          |                  | non qualifié     | non qualifié     |
| 2015-2016        | Super League          | 2e                    | finaliste             | vainqueur (2)    | C1               | vainqueur        |
| 2016-2017        | Super League          | 2e                    | 3e place              |                  | C1               | 4e place         |
| 2017-2018        | Super League          | 1er                   | champion (2)          | vainqueur (3)    | non qualifié     | non qualifié     |
| 2018-2019        | Super League          | 1er                   | quart de finale       | vainqueur (4)    | C1               | tour élite       |
| 2019-2020        | Super League          | 2e                    | finaliste             | finaliste        | non qualifié     | non qualifié     |
| 2020-2021        | Super League          |                       |                       | vainqueur (5)    | C1               | quart de finale  |

## Personnalités

### Joueurs notables
Dans l'équipe de Russie participant à la première Coupe du monde en 1996, Alexei Evteev joue alors au TTG.
En 2007, alors joueur au TTG Java[réf. nécessaire], Tiago de Melo Marinho est élu meilleur gardien de but de l'année au Prix FutsalPlanet.
Lors du titre européen de 2016, Ugra compte dans ses rangs Vladislav Shayakhmetov et Andrei Afanasyev, vainqueurs en 2008 avec Sinara Ekaterinburg, et Robinho, également sacré trois ans plus tôt avec Action 21 Charleroi.